# Alexander Klitzpera
Alexander Klitzpera (* 19. Oktober 1977 in München) ist ein ehemaliger deutscher Fußballspieler.

## Karriere

### Vereine
Alexander Klitzpera begann sechsjährig beim TSV Waldtrudering mit dem Fußballspielen, bevor er 11-jährig in die Jugendabteilung des FC Bayern München gelangte. Mit 18 Jahren gehörte er der 2. Mannschaft der Bayern an und bestritt bis 1999 85 Regionalliga-Spiele, in denen er vier Tore erzielte und u. a. von Hermann Gerland trainiert wurde.
Unter ihm wurde er auch 1999 beim Bundesligisten Arminia Bielefeld trainiert; in seiner ersten Profi-Saison kam er in 31 von 34 Ligaspielen zum Einsatz. Sein Debüt gab er am 27. August 1999 (3. Spieltag) beim 2:0-Sieg im Auswärtsspiel gegen den 1. FC Kaiserslautern. Mit dem Abstieg folgten zwei Spielzeiten in der 2. Bundesliga, in der er in 44 Ligaspielen fünf Tore erzielte; sein erstes Profitor gelang ihm am 5. September 2000 (3. Spieltag) mit dem Treffer zum 2:0-Endstand im Heimspiel gegen Rot-Weiß Oberhausen.
Obwohl er mit dem Verein 2002 in die Bundesliga aufstieg, verblieb er in der 2. Bundesliga, da er zu Alemannia Aachen wechselte und dort bis zum Saisonende 2007/08, davon eine Spielzeit (2006/07) in der Bundesliga, aktiv war. Sein einziges Bundesligator erzielte er am 17. Februar 2007 (22. Spieltag) mit dem 1:0-Siegtreffer in der 10. Minute im Heimspiel gegen seinen ehemaligen Verein FC Bayern München und fügte diesem die erste Bundesliganiederlage in acht Aufeinandertreffen zu. In dieser Zeit erreichte er 2004 das Finale um den nationalen Vereinspokal, das gegen Werder Bremen mit 2:3 verloren wurde und – daraus resultierend – die Teilnahme am UEFA-Pokal-Wettbewerb für die Folgesaison. Nach Überstehen der 1. Runde und der Gruppenphase schied er mit den Aachenern erst im Sechzehntelfinale knapp gegen den niederländischen Vertreter AZ Alkmaar aus.
2008/09 wechselte er ablösefrei zum Zweitliga-Aufsteiger FSV Frankfurt, für den er zwei Spielzeiten absolvierte und sich anschließend dem Regionalligisten VfL Wolfsburg II anschloss. Aufgrund von Knieproblemen beendete Klitzpera seine aktive Laufbahn nach der Saison 2011/12.

### Nationalmannschaft
Im Nationaltrikot der U-21-Nationalmannschaft bestritt Klitzpera 14 Länderspiele; erstmals am 6. Juni 1997 in Taschkent beim 2:0-Sieg über die Auswahl Usbekistans, letztmals am 8. Oktober 1999 in Augsburg beim 1:1-Unentschieden gegen die Auswahl der Türkei. Ferner absolvierte er vier von fünf Spielen der Olympia-Auswahlmannschaft in Vorbereitung auf das olympische Fußballturnier 2000; sein einziger Treffer für diese Auswahlmannschaft erzielte er am 4. März 1998 in Casablanca beim 1:0-Sieg über die Auswahl Marokkos.

## Nach Karriereende
Ende September 2012 verpflichtete der Bundesligist 1. FC Nürnberg Klitzpera, der als Scout für den Club vor allem in Norddeutschland tätig sein sollte. Der Kontakt war durch Trainer Dieter Hecking zustande gekommen, der Klitzpera schon bei Alemannia Aachen trainiert hatte.
Im Februar 2015 wurde Klitzpera Sportdirektor bei Alemannia Aachen. Er behielt diesen Posten bis zu seiner Entlassung im April 2016. Klitzpera besetzte von Januar 2017 bis zum 6. Januar 2018 beim Bundesligisten SV Darmstadt 98 die Position des Chefscouts und übernahm Aufgaben im Bereich der Kaderplanung.
Nach eineinhalbjährigen Tätigkeiten unter anderem für Unternehmensberatungen und Scoutingagenturen war der Münchner ab Mai 2019 beim Zweitligisten Hannover 96 als Assistent des sportlichen Leiters Jan Schlaudraff angestellt, wurde jedoch nach Schlaudraffs Freistellung im Februar 2020 im Juni desselben Jahres ebenfalls freigestellt.

## Erfolge
- Aufstieg in die Bundesliga 2002 mit Arminia Bielefeld
- Finalist im DFB-Pokal 2004 mit Alemannia Aachen
- Aufstieg in die Bundesliga 2006 mit Alemannia Aachen

## Sonstiges
Klitzpera saß mehrere Jahre als Vertreter der Spieler im Spielerrat der Vereinigung der Vertragsfußballspieler (VdV). Außerdem engagiert er sich sozial bei den „Aachener Engeln e. V.“ und bei der Deutschen Knochenmarkspenderdatei (DKMS).